# مقوم سيلينيومي

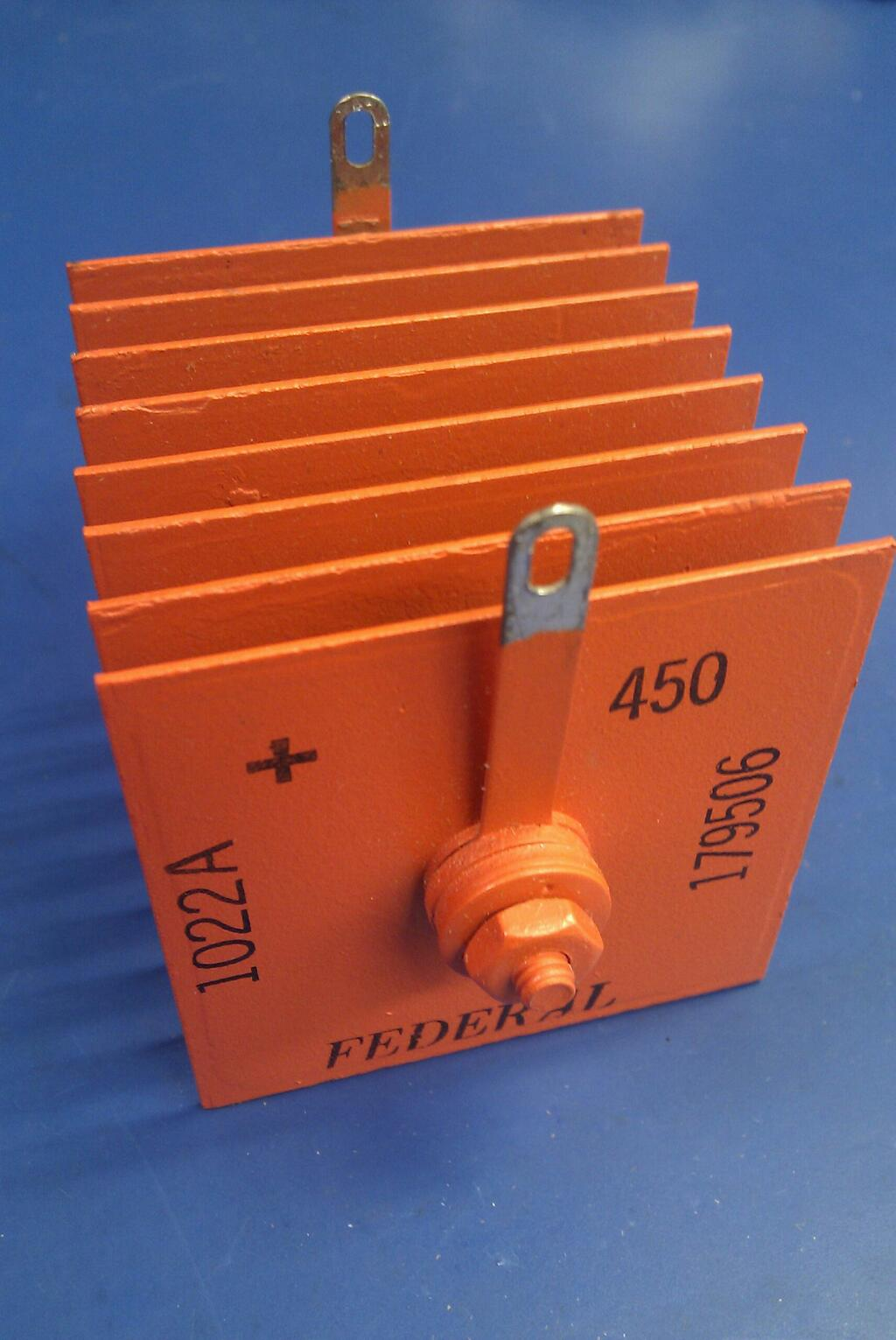
مقوم سيلينيومي مكون من ثماني صفائح متوازية ذو جهد 160 فولت وشدة تيار 450 ميلي أمبير.

المقوم السيلينيومي  هو نوع من المقومات المعدنية التي كانت مستخدمة أوائل القرن العشرين ضمن المكونات الإلكترونية من أجل التزويد بالطاقة. جرى لاحقاً في أواخر ستينات القرن العشرين الاستغناء عنها مع تطوير المكونات السيليكونية في الدارات الإلكترونية.
كانت المقومات السيلينيومية قادرة على تحمل جهود كهربائية مرتفعة، وذلك بالمقارنة مع المقومات المعدنية المصنوعة من أكسيد النحاس الأحادي، إلا أنه كان لها سعة كهربائية منخفضة لكل وحدة مساحة.